# Muju Resort

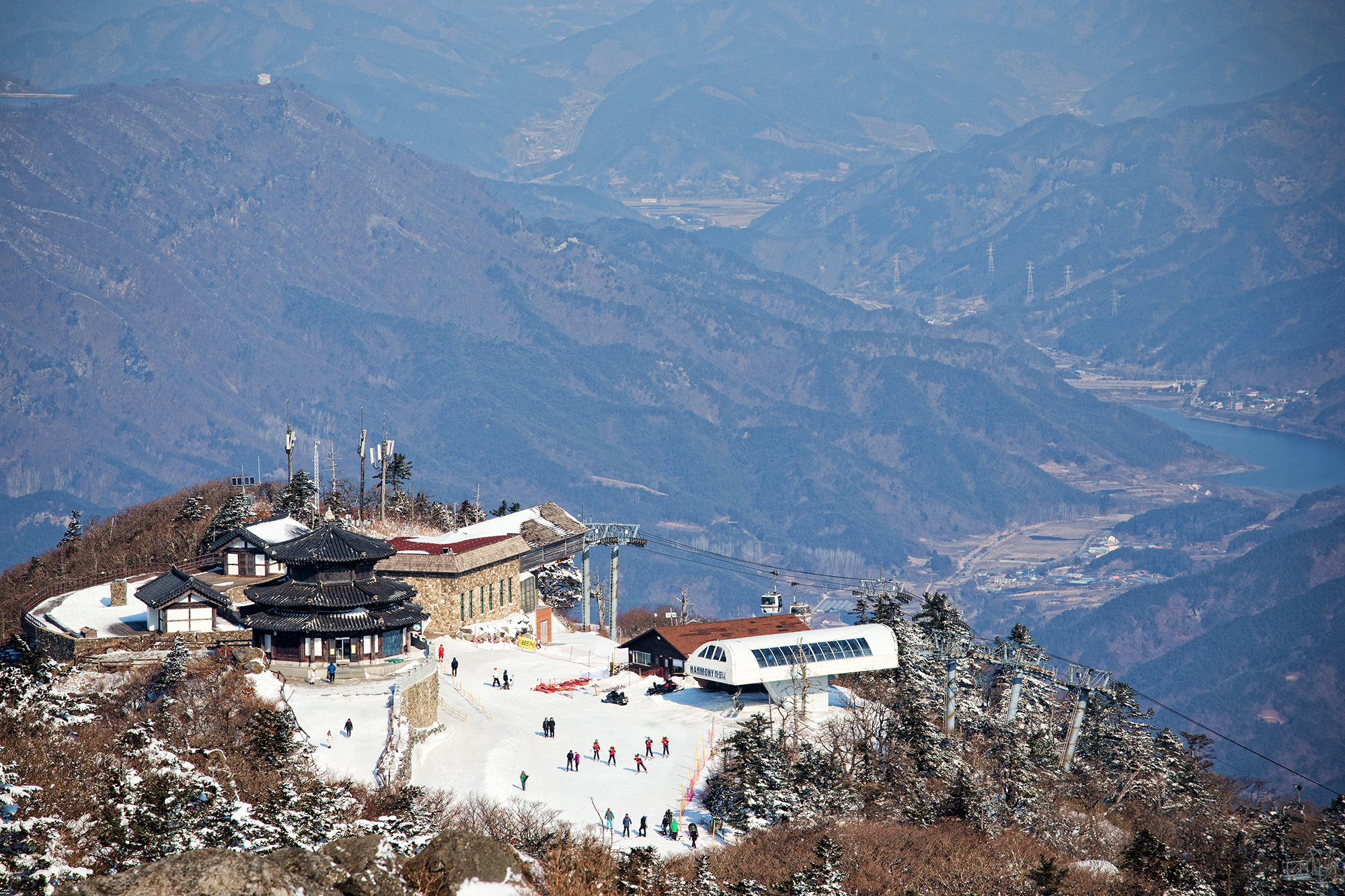
Muju Resort (2017)

Das Muju Deogyusan Resort ist ein Resort im Landkreis Muju im Gebirge des Deogyusan, das ein Teil der südkoreanischen Provinz Jeollabuk-do ist. Es ist ein Vier-Jahreszeiten Resort, welches eine Kombination aus naturfreundlicher Erholung und verschiedenen Freizeitsportarten bietet. Es besteht aus mehreren Skisprungschanzen sowie alpinen und nordischen Pisten. Zur Anlage gehören eine kleinere Schanze der Kategorie K 35, eine Mittelschanze der Kategorie K 60, eine Normalschanze der Kategorie K 90, und eine Großschanze der Kategorie K 120. Zum Skifahren und Snowboarden stehen 21,8 km Pisten, davon 4,8 km blau (Schwierigkeitsgrad), 10,3 km rot und 6,7 km schwarz und 15 Lifte zur Verfügung. Alle Einrichtungen, einschließlich Gebäude und Straßen, sind im österreichischen Stil gestaltet, um sich an das bergige Gelände anzupassen.

## Geschichte
Im Muju-Resort-Skigebiet wurde 1990 ein Skizentrum gebaut. Dieses Zentrum wird von den koreanischen Skispringern zum Training genutzt. 1997 fand die Winter-Universiade statt. Seit der Universiade hält der Japaner Yoshiharu Ikeda auf der Groß- und Normalschanze den Rekord von 136,0 m. Im Jahr 2000 sollte ein Sommer-Grand-Prix der Spezialspringer auf der K 120 stattfinden, dieser musste jedoch abgesagt werden. 